# طائفة رندة
طائفة رندة هي دويلة أسسها بنو يفرن في كورة تاكُرُنّا في عهد ملوك الطوائف بين عامي 427 هـ - 446 هـ.

## تاريخها
قاتل بنو يفرن وهم بطن من زناتة قاتلوا إلى جانب الفاطميين ضد زيري بن عطية أمير مغراوة وعامل الحاجب المنصور على المغرب، حتى هُزموا عام 383 هـ. عندئذ، انقسموا إلى جزئين، جزء ظل على عداوته للأمويين، والآخر لجأ إليهم واستأذنوا المنصور في العبور إلى الأندلس. أذن المنصور لهم وانتظموا في جيوشه حتى سقوط العامريين، وبدأ فتنة الأندلس، فانحازوا إلى سليمان المستعين بالله وناصروه حتى انتزع الخلافة، فكافأهم بأن أقطعهم كورة تاكُرُنّا، واستقروا في عاصمتها رندة.
عندما أسس يحيى المعتلي بالله طائفة مالقة بعد أن خُلع من خلافة قرطبة عام 417 هـ، قدم بنو يفرن ولائهم لبني حمود، إلى أن قُتل يحيى عام 427 هـ، وخلفه أخاه إدريس المتأيد بالله، فاستقل زعيمهم أبو نور بن أبي قرة اليفرني برُندة مؤسسًا الطائفة.
وفي عام 445 هـ، دعا المعتضد بن عباد أبى نور ومحمد بن نوح الدمري صاحب مورور وعبدون بن خزرون صاحب أركش وشذونة لزيارة إشبيلية، وكاد لقتلهم، وأسر أبي نور. خلف باديس بن أبي نور أبيه على رندة، وأساء السيرة في رعيته. وفي عام 449 هـ، أطلق المعتضد سراح أبي نور، وعاد إلى رندة. وحين علم بما أسلفه باديس من أفعال مشينة، قبض عليه وأعدمه. ثم توفي أبو نور بعد أشهر، وخلفه ابنه الثاني أبو نصر فتوح.
حكم أبو نصر رندة 8 أعوام، قبل أن يدس عليه المعتضد فارسًا يدعى ابن يعقوب، هاجم أبي نصر في قصره، فأصاب أبي نصر الرعب وقفز من إحدى شرفات القصر ليسقط قتيلاً، لتنتهي بذلك دولة بني يفرن في رندة عام 457 هـ، ويستولي عليها المعتضد دون قتال.

## حكامها
- أبو نور بن أبي قرة اليفرني (427 هـ-445 هـ) ثم (449 هـ)
- باديس بن أبي نور اليفرني (445 هـ-449 هـ)
- أبو نصر بن أبي نور اليفرني (449 هـ-457 هـ)